# Silzwiesen von Darmstadt-Arheilgen
Die Silzwiesen von Darmstadt-Arheilgen sind ein Naturschutzgebiet im Norden der Gemarkung Darmstadts am Übergang zwischen dem Oberwald im Süden und der Koberstadt im Norden.
Das NSG ist Teil des Messeler Hügellands und circa 65,64 ha groß.

## Beschreibung
Die Silzwiesen von Darmstadt-Arheilgen wurden unter Naturschutz gestellt, um die Entwicklung und Förderung der Mischwaldbestände, der wechselfeuchten bis nassen Waldwiesen, der Sumpfbereiche und der naturnah entwickelten Gewässer zu sichern.
Auf dem Areal befinden sich zahlreiche seltene und in ihrem Bestand gefährdete Pflanzen- und Tierarten.

## Schutzgrund
Das Naturschutzgebiet Silzwiesen von Darmstadt-Arheilgen beheimatet sehr seltene Biotope wie z. B. Feuchtwiesengesellschaften, Borstgraswiesen und Kalkquellmoorgesellschaften. Insgesamt kommen hier mehr als 50 Arten der „Roten Liste Hessen“ vor. Besonders erwähnenswert ist hier das Vorkommen der Sibirischen Schwertlilie (Iris sibirica), der Herbstzeitlose (Colchicum autumnale), sowie der Sumpf- und Knollenkratzdistel.

## Naturschutzgebiet
Seit 1978 sind die Silzwiesen von Darmstadt-Arheilgen ein Naturschutzgebiet. Es ist seit 2008 ein Teil des ausgedehnten Natura2000-Gebietes „Kranichsteiner Wald mit Hegbachaue, Mörsbacher Grund und Silzwiesen“ (FFH-Gebiet 6018-305).